# لیندا نولان
لیندا نولان (انگلیسی: Linda Nolan; ۲۳ فوریهٔ ۱۹۵۹ – ۱۵ ژانویهٔ ۲۰۲۵) خواننده، بازیگر، و نویسنده اهل جمهوری ایرلند بود. او در سال ۱۹۷۴ به عنوان عضوی از گروه دختران نولان‌ها به همراه خواهرانش آن، دنیز، مورین، برنی و کولین به شهرت رسید. به عنوان عضوی از نولان‌ها، او با فرانک سیناترا در سال ۱۹۷۵ تور برگزار کرد، در سال ۱۹۸۱ برنده جشنواره موسیقی توکیو شد و بین سال‌های ۱۹۷۹ تا ۱۹۸۲ هفت تا از ۲۰ آهنگ برتر بریتانیا را به دست آورد. وی بین سال‌های ۱۹۷۴ تا ۲۰۲۵ میلادی فعالیت می‌کرد.

## مرگ
در ژانویه ۲۰۲۵، نولان به دلیل ذات‌الریه مضاعف در بیمارستان ویکتوریا بلکپول بستری شد. او به کما رفت و در صبح روز ۱۵ ژانویه در سن ۶۵ سالگی درگذشت.